# Xnoizz
Xnoizz was een radioprogramma van de Nederlandse publieke omroepvereniging EO op de popzender NPO 3FM, uitgezonden tussen 2007 en 2015.
Het programma werd uitgezonden op maandagochtend tussen 00.00 uur en 02.00 uur en gepresenteerd door Miranda van Holland. In het programma werd recentelijk verschenen muziek besproken. Er was veel livemuziek en interviews met artiesten te horen. Een vast onderdeel in het programma was de 'Xnoizz 1 uursservice'. Hierbij kon de luisteraar een titel voor een lied bedenken naar aanleiding van een persoonlijke gebeurtenis. Een singer-songwriter koos vervolgens de leukste titel uit, waarop deze het liedje in een uur ging schrijven. Het radioprogramma was van 2007 tot 2012 ook de medeorganisator van het Xnoizz Flevo Festival.
Ook heeft de EO een eigen 24-uurs internetstation, tot 1 juni 2013 Xnoizz genaamd. Hierop zijn elke dag verschillende gepresenteerde programma's te horen. Sinds 1 juni 2013 draagt dit station de naam Beam.
In 2015 werd het programma beëindigd door het vertrek van Van Holland bij NPO 3FM.
21 Jaar TROS Pop · 3FM BPM: MinistryOfBeats · 3FM Weekend Request · 3voor12Radio · AdreneLine · Altijd de eerste · ...And all that jazz · Andres · Angelique · Angeliques Afternoon · Annemieke Hier · Annemieke Plays · Anoûl · Arbeidsvitaminen · De Avondspits · De avonturen van Mark · Barend · Barend & Benner · Barend en Wijnand · De Bende van Van der Lende · De Boem Boem Disco Show · The Breakfast Club · Claudia d'r op · Club Carter · Curry en Van Inkel · De Dansbar · Dansen met Delsing · Dit is Domien · Domien, Jouw Ochtendshow · ... & dit is Claudia · Ekstra Weekend · Eva · Eva en Giel · Evers staat op · Frank & Eva: Welkom bij de club! · Franks feestje · GIEL · Harm dB · Hein · Herman · Het Betere Werk · Hier! · Jamie · Jan-Paul · Jasper · Joost · Jorien · Kaat tot Laat · Kevin · Lang leve het weekend! · LEX · Lieke · Markplaats · Mark + Rámon · Mega Top 30 · Michiel · Obi · De ochtenddienst · Olivier · De Orde van de Nacht · Parels van de nacht · Partij voor de Vrijdag · (P)laatwerk · RabRadio · Radio op 'n broodje · Rob · Rob & Wijnand en de Ochtendshow · Sanderdome · Sanders Vriendenteam · Saskia en Olivier · Slapen is voor Losers! · Slapen kan altijd nog · De Steen en Been Show · Studio Saskia · Superrradio · Tannaz · Thijs · Timur op 3FM · Vera on Track · Vier Sas! · Vrij · Weekend Wijnand · Wijnand · @Work · Xnoizz